# Bat Masterson
William Barclay "Bat" Masterson (26 de novembro de 1853 – 25 de outubro de 1921) foi uma figura lendária do Velho Oeste americano.
Ele foi caçador de búfalos, batedor do exército, jogador, delegado de fronteira, delegado federal, além de uma carreira como colunista e editor de esportes de um jornal de Nova Iorque.  Descendente de  Irlandeses, ele nasceu em Henryville, Quebec. Dizem que sua mãe (irlandesa com ascendência espanhola), era filha de Adrian Tenório, delegado e comerciante na região central espanhola. Conta-se que o apelido de "Bat" (Morcego), surgiu quando um desses animais sibilou pela igreja quando de seu batismo.

## Biografia
Masterson nasceu em 26 de novembro de 1853, Em Henryville, Quebec, no  Eastern Townships do que era então conhecido como Canada East. Ele foi batizado com o nome de Bartolomeu Masterson. Masterson foi o segundo filho de Thomas Masterson (ou Mastersan), que nasceu no Canadá de uma família irlandesa, e Catherine McGurk (ou McGureth), que nasceu na Irlanda.

## Pistoleiro e Oficial de Polícia com poderes delegados
Seu primeiro tiroteio ocorreu em  Sweetwater, Texas (depois Mobeetie), (1876) quando arrumou uma briga por causa de uma garota. Nesse mesmo ano encontrou Wyatt Earp em Dodge City (Kansas), de quem foi ajudante. Nessa cidade ele publicou em 1884 o Vox Populi, sobre a política da cidade (continuaria a escrever como jornalista até a sua morte). Foi eleito xerife em Ford County, Kansas, ficando no cargo até 1879. Depois disso ele se tornou jogador, embora tenha sido ainda delegado federal em Trinidad, Colorado. Deixando o Oeste, ele foi para Nova Iorque onde se tornou deputado indicado pelo presidente Theodore Roosevelt. Ficou no cargo de 1908-1912. 
Morreu de um ataque do coração em 1921. Está sepultado no Cemitério de Woodlawn.

## Série de televisão

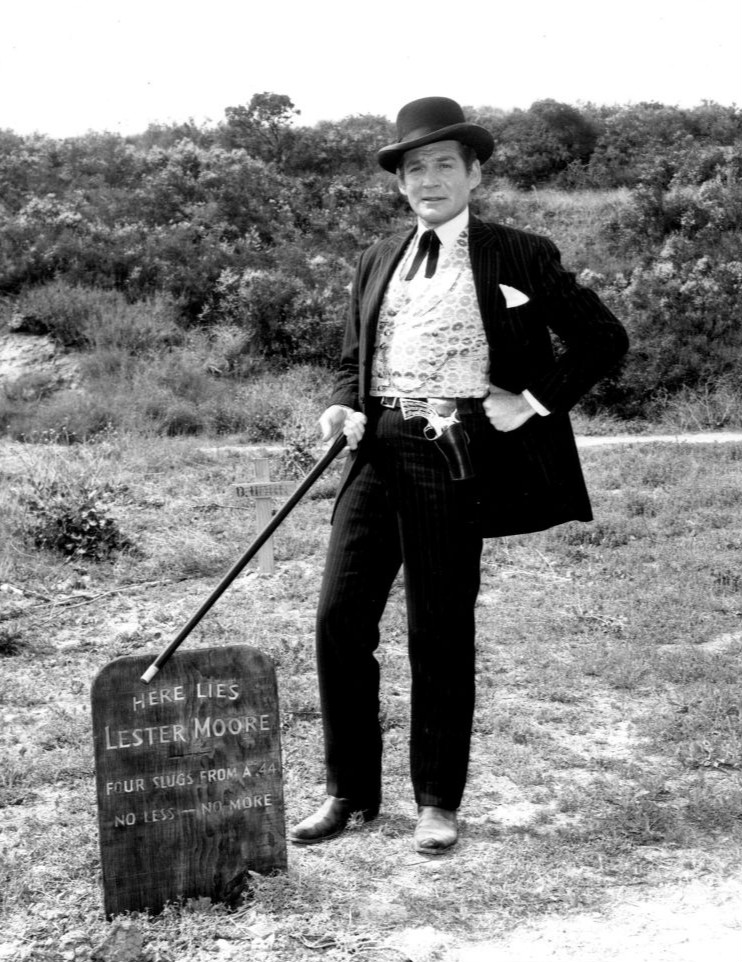
Gene Barry como Bat Masterson em 1960

Bat Masterson foi uma série de televisão com 108 episódios, produzida para o canal NBC, de 1958 a 1961. No papel título estava o ator Gene Barry. Na série Masterson aparecia como um galante jogador, sempre bem vestido com seu chapéu-coco e sua inseparável bengala.

## Quadrinhos
A Dell Comics publicou a adaptação da série aos quadrinhos, nas revistas Four Color Comics #1013 e Bat Masterson #2-9 (1960-62). Nas capas havia fotos da série. O escritor foi Gaylord Du Bois e nos desenhos, a participação do artista Neal Adams em um de seus primeiros trabalhos.